# Anatis labiculata
Anatis labiculata – gatunek chrząszcza z rodziny biedronkowatych.

## Taksonomia
Gatunek ten opisany został po raz pierwszy w 1824 roku przez Thomasa Saya pod nazwą Coccinella labiculata. Jako miejsce typowe wskazano Simcoe w Ontario. Do rodzaju Anatis przeniósł go w 1976 roku W.Y. Watson.

## Morfologia

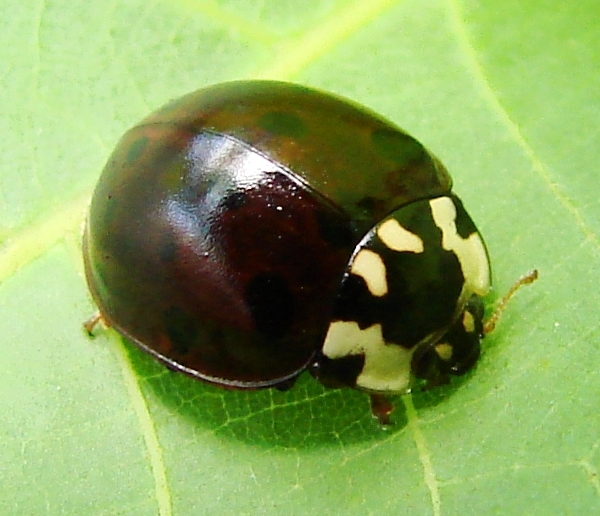
Imago formy ciemnobordowej

Chrząszcz o owalnym, zaokrąglonym, wypukłym ciele długości od 7,2 do 9,5 mm i szerokości od 5,5 do 8 mm. Przedplecze jest białawe lub żółtawe z czarnymi znakami. Tło pokryw może mieć barwę jasnoszarą, żółtawą, czerwoną aż po ciemnobordową, przy czym u okazów martwych blaknie ona do odcienia pomarańczowego lub brązowego. Na tym tle występują czarne plamy, które nigdy nie są obwiedzione. Boczne brzegi pokryw są lekko rozpłaszczone i pozbawione kątowego załamania. Przedpiersie jest pośrodku silnie wypukłe. Odnóża środkowej i tylnej pary mają po dwie ostrogi na goleni. Pazurki stóp mają duże zęby u nasady.

## Ekologia i występowanie
Owady te zasiedlają lasy i zadrzewienia. Bytują na drzewach (arborikole), gdzie polują na mszyce (afidofagi).
Gatunek nearktyczny. W Kanadzie znany jest z Manitoby, Ontario i Quebecu. W Stanach Zjednoczonych zamieszkuje Kolorado, Dakotę Północną, Dakotę Południową, Nebraskę, Kansas, Oklahomę, Teksas, Minnesotę, Iowę, Missouri, Arkansas, północną Luizjanę, Michigan, Wisconsin, Illinois, Indianę, Kentucky, Tennessee, północne Missisipi i Alabamę, Maine, Vermont, New Hampshire, Massachusetts, Nowy Jork, Rhode Island, Connecticut, Pensylwanię, New Jersey, Delaware, Maryland, Wirginię, Wirginię Zachodnią, Karolinę Północną, Karolinę Południową i północną Georgię.